# 함와로
함와로(Hamwa-ro)는 제주특별자치도 제주시 조천읍 함덕리교차로 에서 신제주로터리 를잇는 도로이다.

## 주요 경유지
제주특별자치도
- 제주시 조천읍

## 노선
| 이름                | 접속 노선                      | 소재지 | 소재지 | 비고 |
| ------------------- | ------------------------------ | ------ | ------ | ---- |
| 함덕리 교차로       | 신북로                         | 제주시 | 조천읍 |      |
| 함덕초중교앞 교차로 | 일주동로                       | 제주시 | 조천읍 |      |
| 함덕 교차로         | 지방도 제1132호선 (조천우회로) | 제주시 | 조천읍 |      |
| 대흥2리 교차로      | 함선로                         | 제주시 | 조천읍 |      |
| 와산리사거리        | 지방도 제1136호선 (중산간동로) | 제주시 | 조천읍 |      |
| 문연로와 직결       |                                |        |        |      |

## 주요 건물 및 시설
- 농협 함덕농협 본점 (함와로 40/함덕리 72-4)
- 농협 함덕농협주유소 (함와로 40/함덕리 72-4)
- 세븐일레븐 제주와산리점 (함와로 562/와산리 산 873-5)